# بين ولز
بين ولز (بالإنجليزية: Ben Wells)‏ (26 مارس 1988 بإنجلترا في المملكة المتحدة - ) هو لاعب كرة قدم بريطاني في مركز الوسط. لعب مع سويندون تاون وWeston-super-Mare A.F.C. ‏ وBasingstoke Town F.C. ‏ وCirencester Town F.C. ‏ وSwindon Supermarine F.C. ‏.

## وصلات خارجية
- بين ولز على موقع قاعدة بيانات كرة القدم.إي يو (الإنجليزية)
- بين ولز على موقع Soccerbase.com (لاعب) (الإنجليزية)